# Spirostreptus cycnodes
Spirostreptus cycnodes är en mångfotingart som beskrevs av Karsch 1881. Spirostreptus cycnodes ingår i släktet Spirostreptus och familjen Spirostreptidae. Inga underarter finns listade i Catalogue of Life.